# Беткайнарський сільський округ
Беткайна́рський сільський округ (каз. Бетқайнар ауылдық округі, рос. Беткайнарский сельский округ) — адміністративна одиниця у складі Кордайського району Жамбильської області Казахстану. Адміністративний центр — село Беткайнар.
Населення — 5923 особи (2021; 4562 у 2009, 4647 у 1999, 4737 у 1989).
Станом на 1989 рік існувала Сарибулацький сільський округ (села Курдай, Согінди) та Успеновська сільська рада (село Успеновка). 1997 року до складу округу включено Беріктаський сільський округ (села Беріктас, Соганди), Жанатурмиський сільський округ (села Алга, Жанатурмис, Кокадир) та Какпатаську сільську адміністрацію (село Какпатас). До 1999 року село Какпатас було передано до складу Сарибулацького сільського округу, село Алга — до складу Ногайбайського сільського округу. 2001 року село Кокадир передано до складу Алгинського сільського округу, село Жанатурмис — до складу Жамбильського сільського округу, село Беріктас — до складу Какпатаського сільського округу.

## Склад
До складу округу входять такі населені пункти:
| Населений пункт | Старі назви | Населення, осіб (1989) | Населення, осіб (1999) | Населення, осіб (2009) | Населення, осіб (2021) |
| --------------- | ----------- | ---------------------- | ---------------------- | ---------------------- | ---------------------- |
| Беткайнар, село | Успеновка   | 4286                   | 4359                   | 4174                   | 5587                   |
| Соганди, село   | Согінди     | 451                    | 288                    | 388                    | 336                    |